# Rati Aleksidze
Rati Teymurazis dze Aleksidze (georgiska: რატი თეიმურაზის ძე ალექსიძე), född 3 augusti 1978 i Tbilisi, är en georgisk före detta fotbollsspelare, som spelade som anfallare.

## Karriär

### Klubblagskarriär
Aleksidze spelade sin första A-lagsmatch för Dinamo Tbilisi säsongen 1996/1997. Hans begåvning upptäcktes av den engelska klubben Chelsea FC som 1999 köpte honom. Under tiden i Chelsea hade han svårt att ta sig in i A-laget och spelade bara två matcher innan han 2002 flyttade tillbaka till Dinamo Tbilisi. 2004 flyttade Aleksidze till FK Rostov i Ryssland, men spelade där bara 9 matcher innan han avslutade sin fotbollskarriär, blott 26 år gammal. Orsaken var en allvarlig depression utlöst av hans fars bortgång.
Fyra år senare gjorde Aleksidze comeback i hemlandet för Lokomotivi Tbilisi. Efter en målmässigt bra säsong kontrakterades han av ungerska Győr. Han kom att spela med dem till 2012, då han åter flyttade till hemlandet för att spela med Dila Gori, där han så småningom avslutade spelarkarriären för gott.

### Landslagskarriär
För det georgiska landslaget gjorde Aleksidze sammanlagt 28 landskamper och 2 mål.
Han spelade 19 matcher och gjorde två mål mellan 1998 och 2004. Efter att han återupptagit sin avslutade karriär blev han på nytt uttagen till landslaget och gjorde ytterligare nio landskamper under 2008 och 2009. Sin sista landskamp spelade Aleksidze mot Albanien sommaren 2009.
| Datum           | Plats                       | Motståndare | Mål | Slutresultat | Tävling       |
| --------------- | --------------------------- | ----------- | --- | ------------ | ------------- |
| 15 augusti 2001 | Stade Nouveau, Mondercange  | Luxemburg   | 0–3 | 0–3          | Vänskapsmatch |
| 27 mars 2002    | Lokomotivi-stadion, Tbilisi | Sydafrika   | 3–1 | 4–1          | Vänskapsmatch |